# Rimschweiler
Rimschweiler ist ein Stadtteil von Zweibrücken, einer Stadt in Rheinland-Pfalz unweit der Grenzen zu Frankreich und zum Saarland.

## Geographie

### Geographische Lage
Rimschweiler befindet sich in der Westricher Hochfläche und liegt am Ufer des Hornbachs im Hornbachtal. Der Hornbach nimmt vor Ort nacheinander von rechts den Atzenbach und den Metzenbach auf. Der Stadtteil liegt zwei Ortschaften nördlich der französischen Grenze und zwei Ortschaften westlich an der saarländischen Grenze. Zu Rimschweiler gehören zusätzlich die Wohnplätze Alsterhof, Bornäckerhof, Heidelbingerhof, Langheckerhof und Lerchenhof.

### Nachbargemeinden
Rimschweiler liegt westlich der Zweibrücker Stadtmitte und grenzt direkt an diese an. Im Nordwesten grenzt Rimschweiler an den Stadtteil Ixheim, im Westen an Althornbach und im Nordosten an Contwig an.

### Geologie
Am Ufer des Hornbachs befinden sich fluviatile Sedimente, welche im Westen zu unterem Buntsandstein der Pfalz und dann in unteren Muschelkalk übergehen. Im Osten des Hornbachs gehen die fluviatile Sedimente in mittleren und oberen Buntsandstein der Pfalz über, danach in unteren Muschelkalk.

## Geschichte

### Entwicklung bis zum 19. Jahrhundert
Der Ortsname auf „-weiler“ gehört zu einem Ortsnamentypus, der im Frühmittelalter häufig gewählt wurde. Gottfried von Rimeswilre verwaltete um 1200 eine Prekarie des Klosters Wadgassen. Rimschweiler hatte stets die gleiche Landeszugehörigkeit wie Zweibrücken.
Der Heidelbingerhof geht auf eine Siedlung namens Heidelbingen zurück. Ortsnamen auf „-ingen“ gehören dem Frühmittelalter an. Im Jahr 1298 schenkte Ritter Bertram von Zweibrücken seine Güter zu Heydelbingen dem Nonnenkloster in Zweibrücken.
Das Dorf Rimschweiler gehörte bis zur Französischen Revolution zur Schultheißerei Ixheim im pfalz-zweibrückischen Oberamt Zweibrücken. Ab 1793 wurde das Linke Rheinufer im Ersten Koalitionskrieg französisch besetzt. Von 1798 bis 1814 gehörte Rimschweiler zum Kanton Neuhornbach im Departement Donnersberg. Im Jahr 1802 lebten 194 Einwohner im Ort (mit Heidelbingerhof), davon 165 Reformierte, 23 Lutheraner und sechs Katholiken. 1814 war die Einwohnerzahl auf 218 angestiegen.
Aufgrund der auf dem Wiener Kongress getroffenen Vereinbarungen kam das Gebiet im Juni 1815 zunächst zu Österreich und wurde 1816 auf der Grundlage eines Staatsvertrags an das Königreich Bayern abgetreten. Unter der bayerischen Verwaltung gehörte Rimschweiler von 1817 an zum Landkommissariat Zweibrücken im Rheinkreis, ab 1862 zum Bezirksamt Zweibrücken und von 1939 an zum Landkreis Zweibrücken.

### 20. Jahrhundert
Das 20. Jahrhundert traf die Einwohner mit dem Bau des Westwalls ab 1936/37, der Evakuierung 1939/40 und erneut 1944/45, schließlich dem Durchzug der Hauptkampflinie 1945.
Nach dem Zweiten Weltkrieg wurde die Gemeinde Althornbach innerhalb der französischen Besatzungszone Teil des Regierungsbezirks Pfalz im damals neu gebildeten Land Rheinland-Pfalz. Als 1951 Gelände für die Anlegung des Flugplatzes beschlagnahmt wurde, ging neben Ackerland auch der Gemeindewald verloren. Im Zuge der ersten rheinland-pfälzischen Verwaltungsreform wurde Rimschweiler am 22. April 1972 nach Zweibrücken eingemeindet.
Am 7. Januar 1986 kollidierten über dem Kirschbacherhof zwei Jets der US Air Force des Typs McDonnell F-15 Eagle. Eine Maschine zerschellte im Ortskern von Rimschweiler und setzte Gebäude in Brand. Die zweite Maschine stürzte in einen Wald einige hundert Meter oberhalb der evangelischen Kirche. Bei dem Absturz wurden ein Zivilist aus Rimschweiler getötet und vier Zivilisten verletzt. Einer der beiden Piloten kam ums Leben, der andere wurde leicht verletzt.

## Religion
Vor Ort existiert die katholische Kirche St. Johannes Maria Vianney, die 1956 errichtet wurde. Die im Rimschweiler lebenden Katholiken gehören zu der in Ixheim ansässigen Pfarrei St. Peter.

## Politik

### Ortsbeirat
Für den Stadtteil Rimschweiler wurde ein Ortsbezirk gebildet. Dem Ortsbeirat gehören 15 Beiratsmitglieder an, den Vorsitz im Ortsbeirat führt der direkt gewählte Ortsvorsteher.
Für weitere Informationen zum Ortsbeirat siehe die Ergebnisse der Kommunalwahlen in Zweibrücken.

### Ortsvorsteher
Klaus Fuhrmann (SPD) wurde am 16. Februar 2023 Ortsvorsteher von Rimschweiler. Bei der Direktwahl am 29. Januar 2023 war er – als einziger Kandidat – mit einem Stimmenanteil von 87,6 % gewählt worden. Bei der Direktwahl am 9. Juni 2024 zum „regulären“ Wahlperiodenbeginn wurde er als erneut einziger Bewerber mit einem Stimmenanteil von 76,7 % für weitere fünf Jahre in seinem Amt bestätigt.
Fuhrmanns Vorgängerin Isolde Seibert (SPD) hatte das Amt 2012 von Henno Pirmann übernommen. Zuletzt bei der Direktwahl am 26. Mai 2019 wurde sie mit einem Stimmenanteil von 82,23 % für weitere fünf Jahre wiedergewählt. Im Oktober 2022 kündigte sie jedoch an, ihr Ehrenamt aus gesundheitlichen Gründen vorzeitig zum 31. Dezember 2022 niederzulegen, wodurch die Neuwahl erforderlich wurde.

### Wappen
| Wappen von Rimschweiler | Blasonierung: „Von Rot und Gold gespalten, rechts ein goldener Krummstab mit nach rechts gekehrter Krümme, belegt mit einem silbernen (blau schimmernden) Ritterstechhelm, links ein blau bewehrter und -bezungter roter Löwe.“ |
| Wappen von Rimschweiler | Wappenbegründung: Das Wappen wurde am 14. Februar 1952 verliehen. Der Löwe ist dem Wappen der Herzöge von Pfalz-Zweibrücken entnommen, die das Gebiet bis 1793 beherrschten. Der Bischofsstab verweist auf das Kloster Hornbach, die im Mittelalter viele Besitztümer im Ort hatte. Der Helm verweist auf die mittelalterlichen Ritter, die ihren Besitz im Dorf hatten, von denen aber kein Wappen bekannt ist. |

## Kultur und Sehenswürdigkeiten

### Kulturdenkmäler
Das Anwesen Heidelbingerhof 5 ist als Denkmalzone ausgewiesen. Hinzu kommen insgesamt zwei Einzelobjekte, die unter Denkmalschutz stehen.

### Natur
Mit einer Rosskastanie und Fünf Rotbuchen existieren vor Ort zwei Naturdenkmale.

### Sport
Der TUS 1894 Rimschweiler ist einer der größten Vereine im Ort. Er unterhält einen Fußballplatz, eine Sporthalle, sowie ein Sportheim.

### Regelmäßige Veranstaltungen
Am zweiten Wochenende im September findet die Kirchweihe („Rimschwiller Kerb“) statt. Diese wird durch die Straußbuben und -mädchen, Vereine, Wirtschaften und Privatpersonen gestaltet.

## Wirtschaft und Infrastruktur

### Wirtschaft
Vor Ort existierte einst die Raiffeisenkasse Rimschweiler eGmbH , die 1969 mit der Raiffeisenbank Zweibrücken -Stadt und Land- eGmbH fusionierte und über den Umweg mehrerer weiterer Fusionen in der heutigen VR-Bank Südwestpfalz Pirmasens-Zweibrücken aufging. Die Stadtbücherei Zweibrücken besitzt in Rimschweiler eine Zweigstelle.

### Verkehr

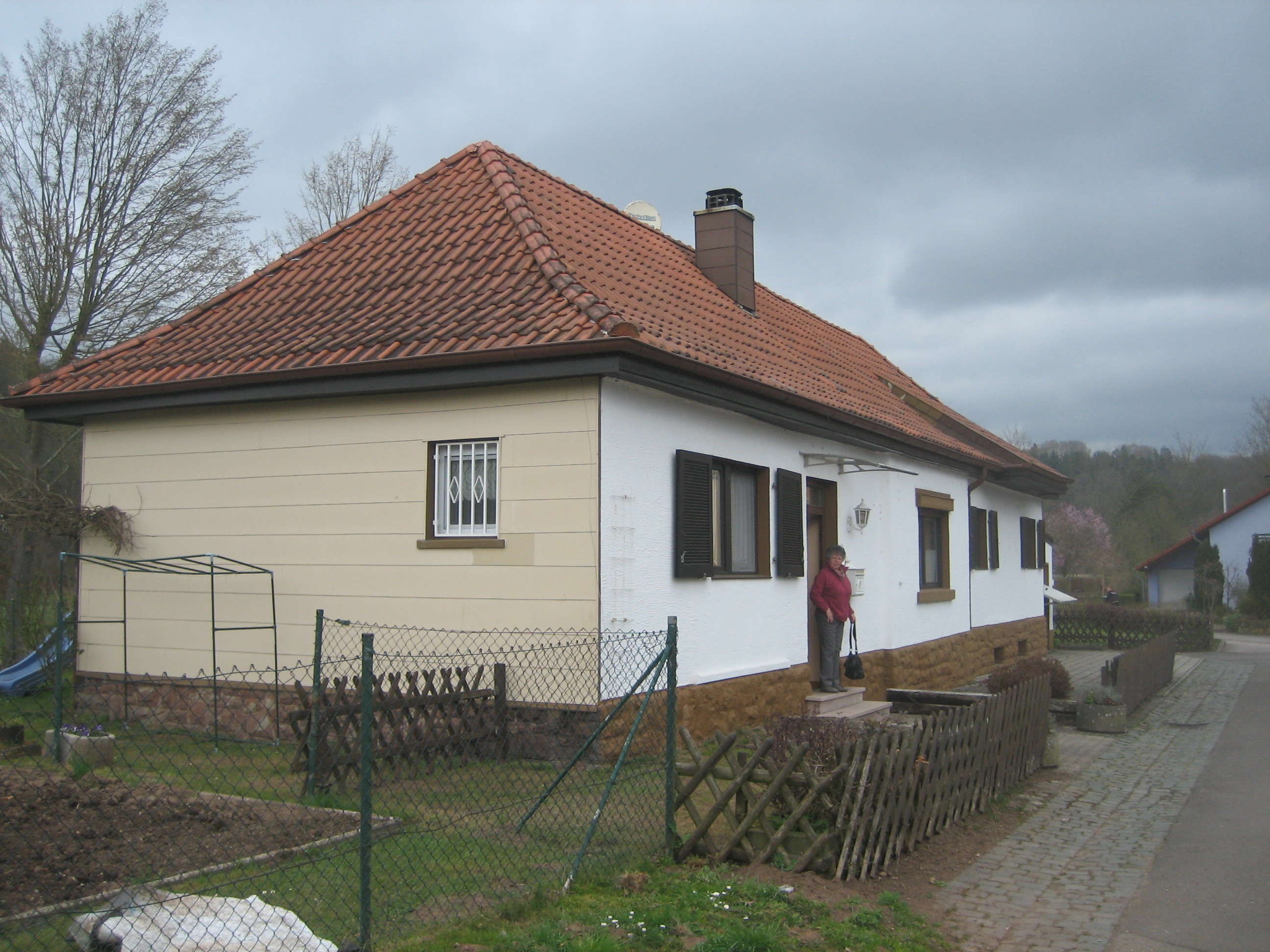
Empfangsgebäude des Bahnhof Rimschweiler

Durch den Ort führt die Bundesstraße 424. Es besteht Anschluss an die Buslinien 221 der Verkehrsgesellschaft Zweibrücken, sowie der Buslinien 235 und 236 der DB Regio Bus Mitte, die eine Verbindung mit dem Zweibrücker Hauptbahnhof herstellen.
Von 1913 bis 1967 besaß Rimschweiler einen Bahnhof an der inzwischen stillgelegten Hornbachbahn. Der Bahnhof Rimschweiler befand sich am nordwestlichen Ortsrand. Während der Zeit der Bayerischen Staatseisenbahnen war er als Stationstyp 2 geführt, was bedeutete, dass er „Personen-, Gepäck- und Eilgut-Verkehr“ aufwies. Das ehemalige Empfangsgebäude dient heute als Wohnhaus.

### Tourismus
Rimschweiler liegt am Pirminius-Radweg, der sich in diesem Bereich auf der früheren Bahntrasse befindet.